# Museo Departamental San Martín
El Museo Departamental San Martín es un museo arqueológico y etnográfico ubicado en la ciudad de Moyobamba, región San Martín, Perú. Se encuentra en el Jr. Benavides N.º 380. El museo tiene una exposición de urnas y momias perteneciente a la cultura Chachapoyas, asimismo alberga piezas de la época colonial y republicana. También muestra algunos iconos de la región como el Gran Saposoa, el Gran Pajatén y las Urnas Funerarias de Chazuta.
Está administrado por la Dirección Desconcentrada de Cultura de San Martín.
El museo se divide en 6 salas.